# Nectiopoda
Ordre
Les Nectiopoda sont un ordre de rémipèdes. Il comprend la totalité des espèces actuelles de cette classe.

## Distribution

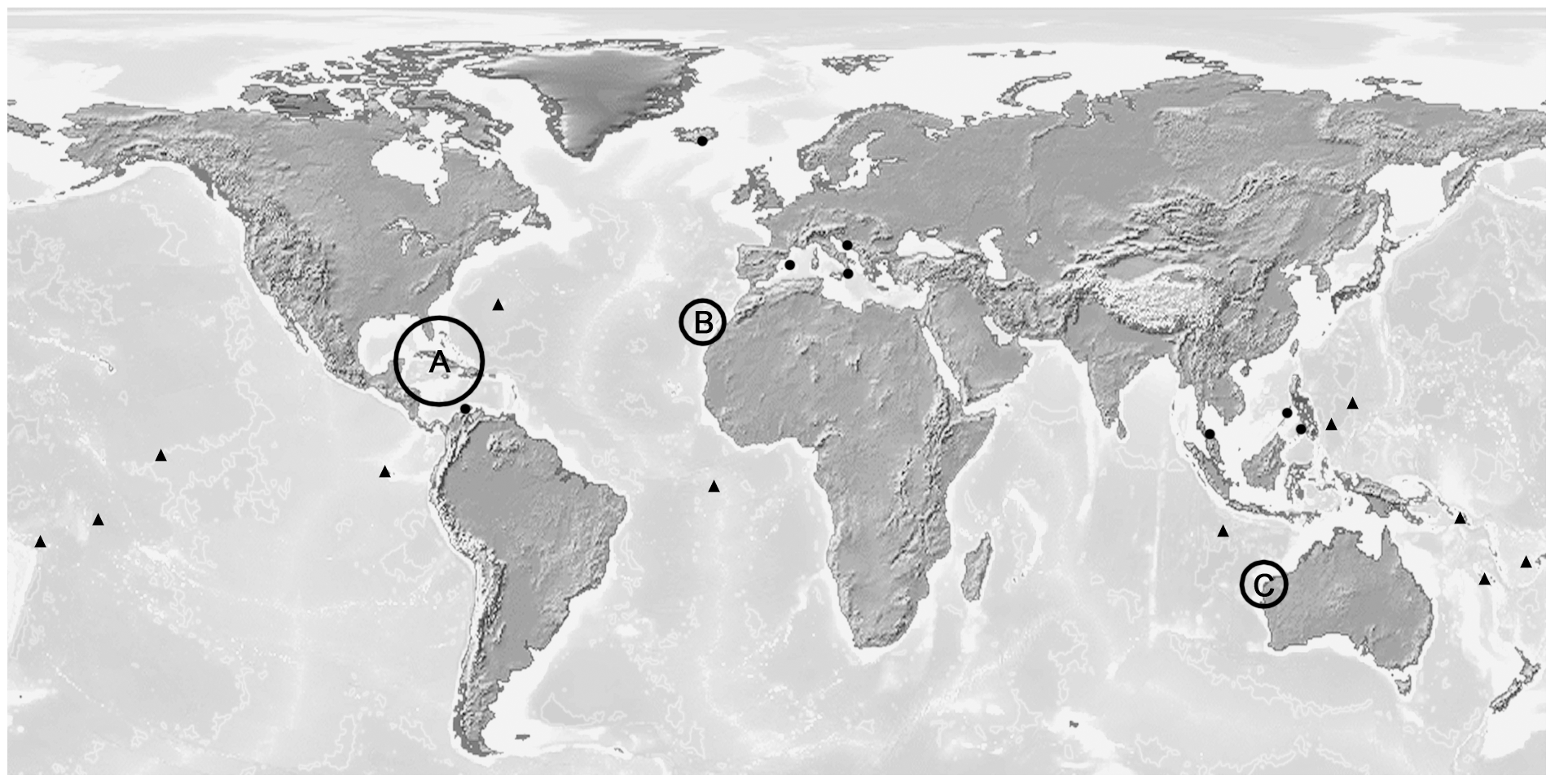
Distribution

Les espèces de cet ordre se rencontrent aux Caraïbes, aux Canaries et en Australie.

## Liste des familles
Selon World Register of Marine Species (13 décembre 2017) :
- Cryptocorynetidae Hoenemann, Neiber, Schram & Koenemann in Hoenemann, Neiber, Humphreys, Iliffe, Li, Schram & Koenemann, 2013
- Godzilliidae Schram, Yager & Emerson, 1986
- Kumongidae Hoenemann, Neiber, Schram & Koenemann in Hoenemann, Neiber, Humphreys, Iliffe, Li, Schram & Koenemann, 2013
- Micropacteridae Koenemann, Iliffe & van der Ham, 2007
- Morlockiidae García-Valdecasas, 1984
- Pleomothridae Hoenemann, Neiber, Schram & Koenemann in Hoenemann, Neiber, Humphreys, Iliffe, Li, Schram & Koenemann, 2013
- Speleonectidae Yager, 1981
- Xibalbanidae Olesen, Meland, Glenner, van Hengstum & Iliffe, 2017

## Publication originale
- Schram, 1986 : Crustacea. Oxford University Press, New York, p. 1-606.